# 제20회 미국 감독 조합상
제20회 미국 감독 조합상은 1967년 뛰어난 활동을 보인 영화 감독을 기리기 위해 1968년 2월에 열린 시상식이다. 뉴욕, Waldorf-Astoria Hotel에서 개최되었다.

## 수상 및 후보

### 감독상(영화부문)
- 졸업 - 마이크 니콜스 수상

### 공로상
- 알프레드 히치콕 수상

### 명예상
- 대릴 F. 자눅 수상